# Joseph Albrecht von Ittner
Joseph Albrecht von Ittner, auch Joseph Albert von Ittner (* 2. März 1754 bei Bingen (Rheinhessen); † 9. März 1825 in Konstanz), war ein deutscher Schriftsteller, Jurist und Diplomat. 1786–1806 war er Kanzler des Großpriorates von Deutschland des Malteserordens bzw. der Herrschaft Heitersheim.

## Leben

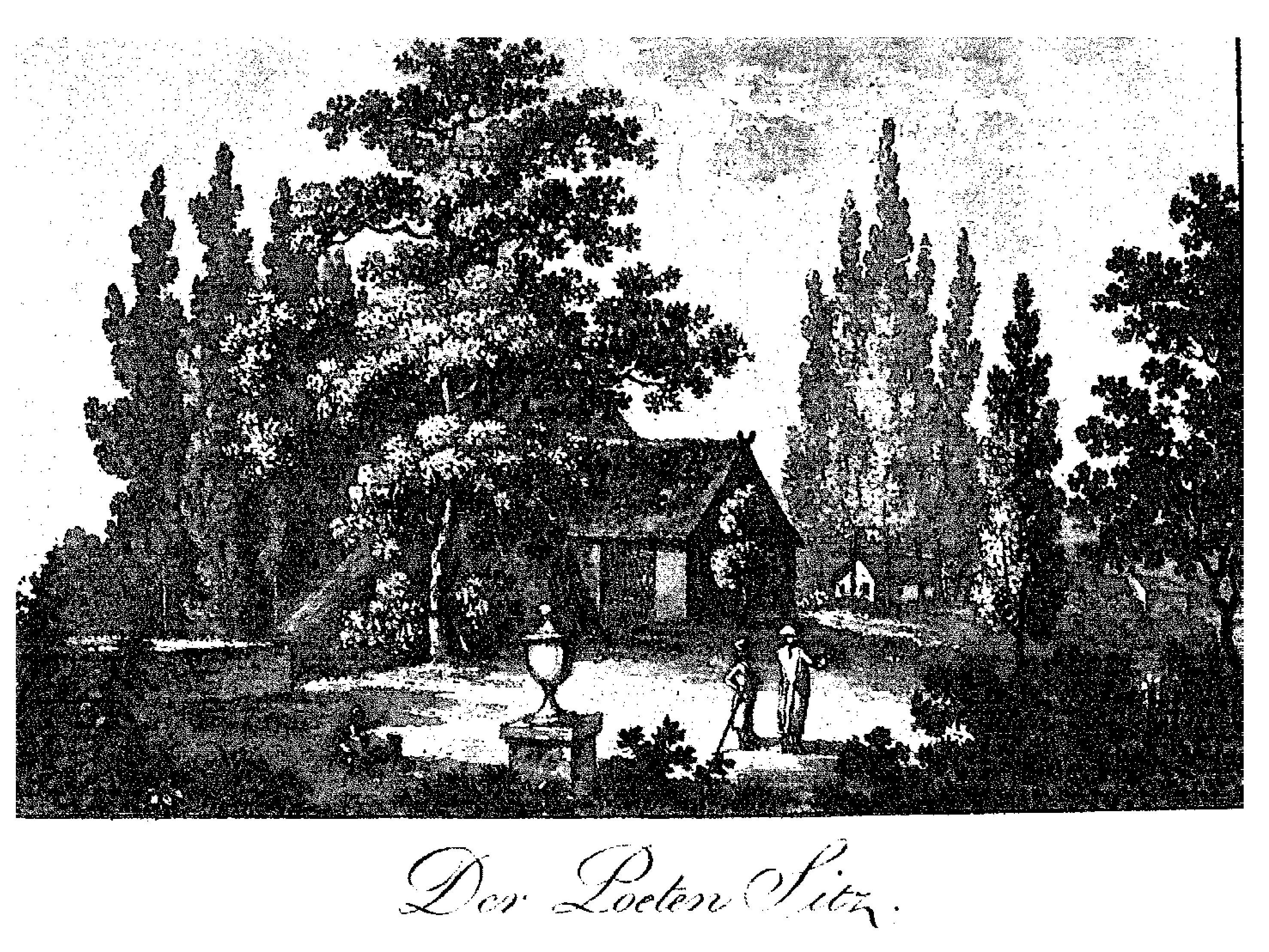
Der Poeten-Winkel in Heitersheim nach einer Zeichnung von Ittners Tochter

Der katholische Sohn des Martin, Auditors in einem kurmainzischen Regiment, und der Maria Franziska Heimes war Schüler des Jesuitenkollegs in Mainz, absolvierte ein Rechtsstudium dort und in Göttingen. Er wirkte als Jurist am Reichskammergericht Wetzlar, dem Reichstag in Regensburg und der Reichshofratskanzlei in Wien.
Danach wirkte er als Hofrat und Archivar des Fürsten Josef Friedrich Wilhelm von Hohenzollern-Hechingen. 1786 wurde er Kanzler des Großpriorates von Deutschland des Malteserordens in Heitersheim.
Nach dem Pressburger Frieden wurde er ab 1805 im badischen Staatsdienst beschäftigt. 1806–1807 führte er im Auftrag des Großherzogs die Säkularisation des Klosters St. Blasien durch. Anschließend war er Kurator der Universität Freiburg im Breisgau. Außerdem vertrat er Baden 1807–1818 als Gesandter bei den eidgenössischen Tagsatzungen. 1812 wurde er Direktor des Seekreises in Konstanz.
Ittner gehörte dem Oberrheinischen Dichterkreis um Johann Georg Jacobi an. Zu seinen Freunden zählten unter anderen Joseph von Laßberg, Ignaz Heinrich von Wessenberg, Heinrich Zschokke und Heinrich Schreiber. Auch Therese von Artner hielt sich mehrere Wochen bei ihm in Heitersheim auf.
Durch seine botanischen Studien kam er in Kontakt mit Karl Christian Gmelin, der ihm zu Ehren die Gattung der Nixenkräuter Ittnera (C.C.Gmel.) benannte.
Auch in der kurzlebigen Vaterländischen Gesellschaft der Ärzte und Naturforscher Schwabens war Ittner aktiv.

## Ehe und Nachkommen
Ittner heiratete in Hechingen Walburga Frank, die Tochter des Kanzlers von Hohenzollern-Hechingen, Johann Daniel Marianus Frank. Mit ihr hatte er vier Kinder:
- Josephine (* 1778; † 16. Juli 1809)
- Karl (* 1782)
- Karoline (bzw. Charlotte) (* 1784)
- Franz  (* 11. Februar 1787; † 29. August 1821)[6]